# جهاز التجوف الفوق صوتي
جهاز التجوف الفوق صوتي (الاسم العلمي: Ultrasonic cavitation device) هو جهازٌ جراحي يستخدم طاقة الموجات فوق الصوتية منخفضة التردد لتشريح أو تفتيت الأنسجة منخفضة المحتوى من الألياف. يتكون الجهاز أساسًا من مسبارٍ بالموجات فوق الصوتية (هزازٌ صوتي) مدمجٌ مع جهاز شفط.
يُستعمل بشكلٍ أساسي مع الأنسجة التي تحتوي على نسبةٍ عاليةٍ من الماء ومحتوًى منخفضٍ من الألياف، مثل الكبد غير المُتليف والبنكرياس. تُوفر هذه التقنية عدة مزايا أثناء العمليات الجراحية، والتي تتمثل في تقليل فقدان الدم وتحسين الرؤية وتقليل تلف الأنسجة الجانبي (غير المقصود). يستخدم في عددٍ من العمليات الجراحية، ومنها: استئصال أورام البنكرياس الصماء الصغيَّرة، واستئصال الكلية الجزئي، واستئصال الطحال الإنقاذي، وإجراءات الرأس والرقبة، بالإضافة إلى الأورام النسويَّة.